# Synagoga Tempel w Czerniowcach
Synagoga Tempel w Czerniowcach – dawna synagoga reformowana znajdująca się w Czerniowcach na Ukrainie.

## Historia

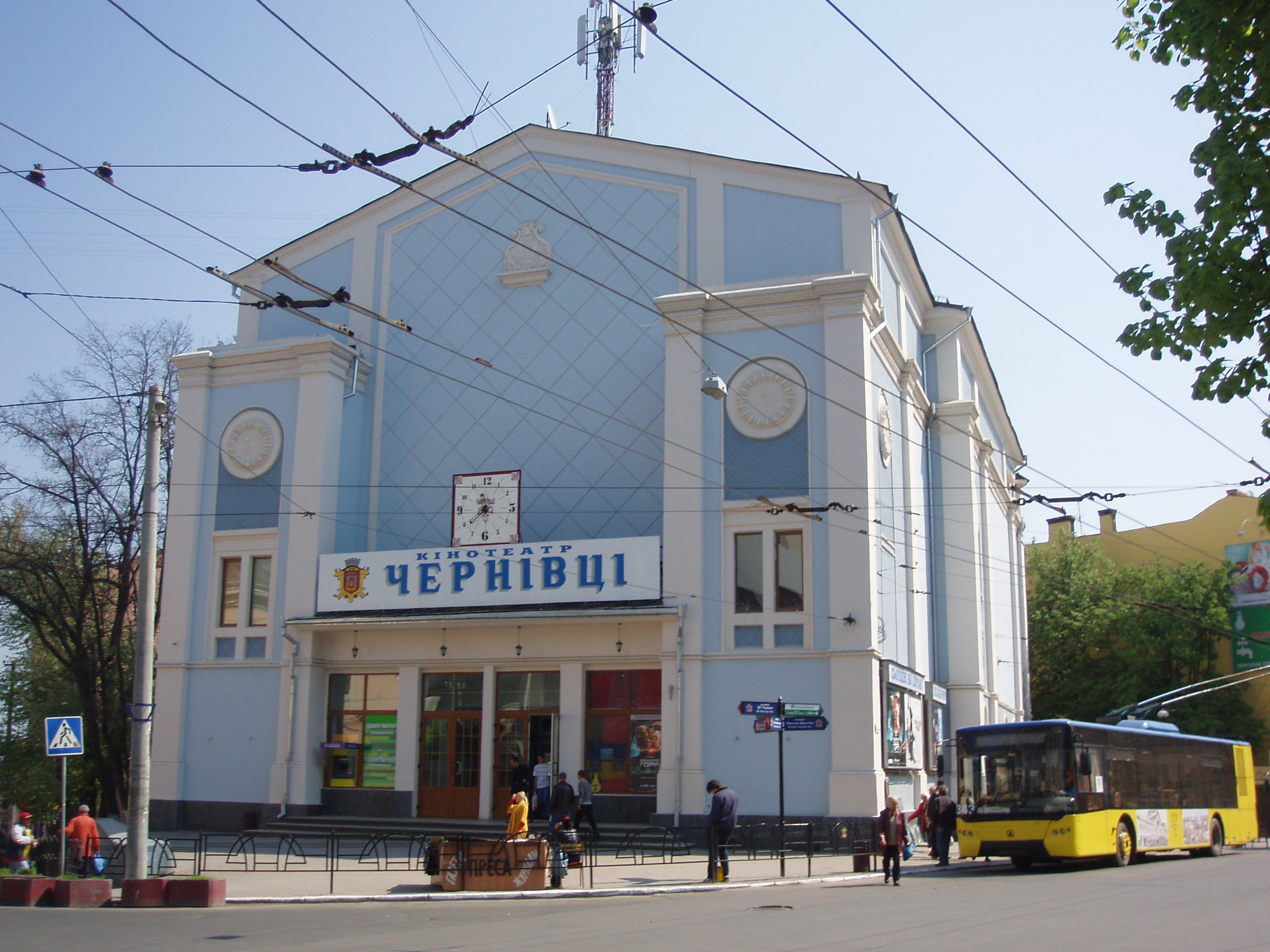
Synagoga Tempel, 2009 r.

Kamień węgielny pod budowę bożnicy został wmurowany 8 maja 1873. Budowa trwała niecałe pięć lat, kierował nią polski architekt Julian Zachariewicz. 4 września 1877 dokonano uroczystego otwarcia synagogi. Na początku XX wieku w tutejszym chórze chłopięcym występował późniejszy sławny tenor Joseph Schmidt (1904–1942).
W czerwcu 1941 budynek został spalony przez wojska rumuńsko-niemieckie. Po 1945 początkowo planowano wyburzyć synagogę, jednak mury były na tyle silne, że zrezygnowano z jej likwidacji, umieszczając w niej w 1959 kino Oktiabr (ukr. Żowteń). Obecnie w bóżnicy mieści się kino Czerniowce.